# Renato Soru

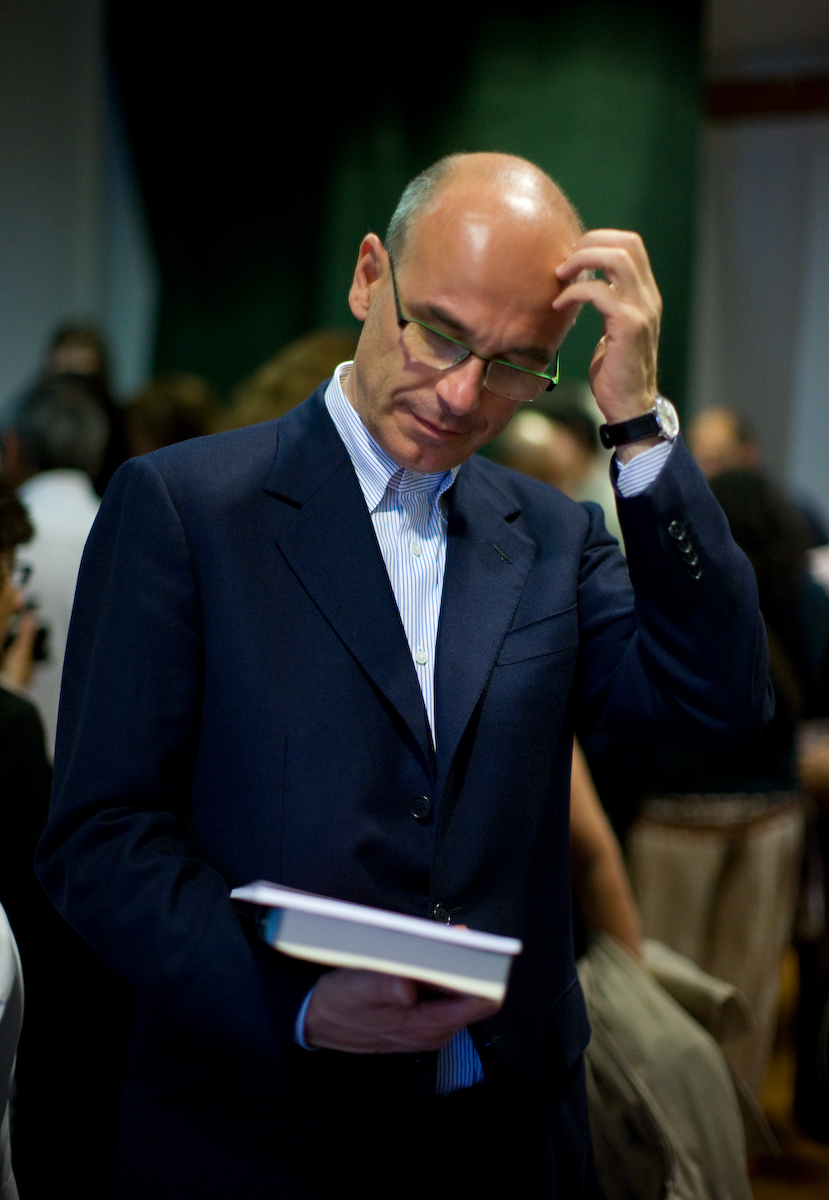
Renato Soru (2008)

Renato Soru (* 6. August 1957 in Sanluri, Sardinien) ist ein italienischer Unternehmer und Politiker (PD).

## Leben
Im Juni 1997 gründete er die Telekommunikationsfirma Tiscali. Durch dieses Unternehmen wurde er im Jahr 2000 mit vier Milliarden US-Dollar Privatvermögen eine der reichsten Personen Italiens.
Im Jahre 2004 wurde er zum Präsidenten der italienischen Region Sardinien gewählt, nachdem er seinen Posten als Vorstandsvorsitzender von Tiscali aufgegeben hatte.
Seine Politik als Präsident Sardiniens führte zu Meinungsverschiedenheiten mit den ihn unterstützenden Parteien. Am 25. November 2008 erklärte Soru seinen Rücktritt, nachdem er eine Vertrauensabstimmung im Parlament verloren hatte. Trotzdem trat er bei der Neuwahl am 15. und 16. Februar 2009 wieder an, verlor aber gegen seinen Konkurrenten Ugo Cappellacci (PdL), der die Wahl mit 52 Prozent für sich entscheiden konnte.
2014 wurde er für die Partito Democratico in das Europaparlament gewählt. Im Mai 2016 wurde Soru in erster Instanz wegen Steuerhinterziehung zu drei Jahren Haft verurteilt. Er trat daraufhin aus seiner Fraktion, der Fraktion der Progressiven Allianz der Sozialdemokraten im Europäischen Parlament (S&D), aus, um Schaden von seiner Fraktion abzuwenden und ging gegen das Urteil in Revision. Nachdem ihn das Appellationsgericht im Mai 2017 vom Vorwurf der Steuerhinterziehung freigesprochen hatte, trat er wieder in die Fraktion ein.